# Fossa de les Filipines

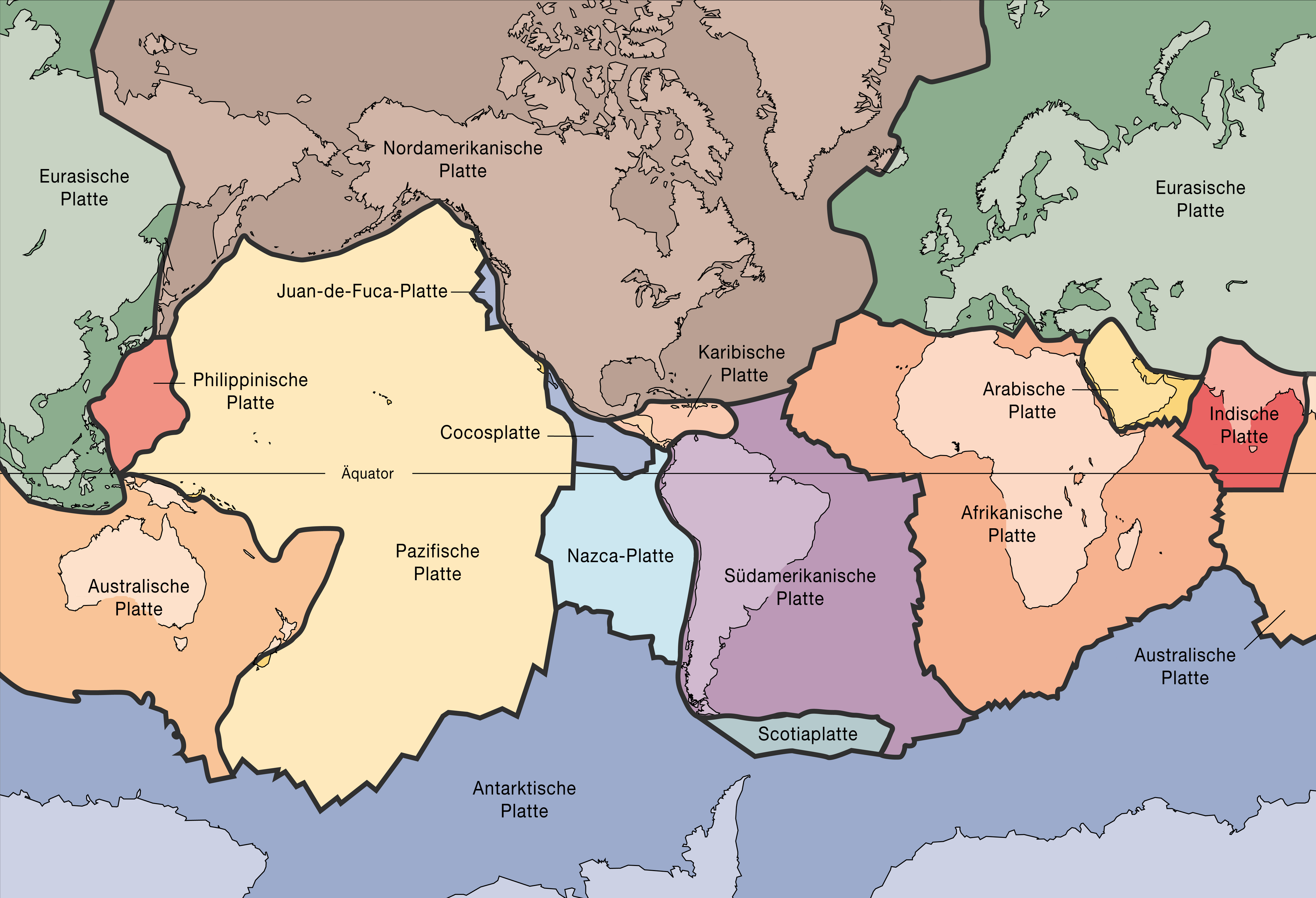
Plaques tectòniques del món amb indicació de la placa de les Filipines

La fossa de les Filipines  també coneguda com a  fossa de Mindanao, és una fossa oceànica localitzada a l'oceà Pacífic, a l'est de l'arxipèlag de les Filipines. Té una longitud d'uns 1.320 km i una amplada d'uns 30 km del centre de l'illa de Luzón, amb tendència cap al sud-est de l'illa Halmahera, al nord de les illes Moluques, les dues darreres d'Indonèsia. Assenyala part dels confins geològiccs entre la placa de les Filipines i la placa euroasiàtica. El seu punt més fondo, la fondària de Galathea, fa 10.540 m.
Immediatament, al nord de la fossa de les Filipines hi ha la fossa de Luzón Orient. Estan separades per l'altiplà Benham, en la placa del mar de les Filipines.